# ГЕС Хумая
ГЕС Хумая (Adolfo López Mateos)— гідроелектростанція у мексиканському штаті Сіналоа. Використовує ресурс із річки Хумая, правої твірної річки Куліакан, яка впадає до південної частини Каліфорнійської затоки.
У 1957-1964 роках річку перекрили кам’яно-накидною греблею із земляним ядром висотою 107 метрів, довжиною 750 метрів та шириною від 10 (по гребеню) до 472 (по основі) метрів, яка потребувала 7,1 млн м3 матеріалу. Крім того, для закриття сідловини на правобережжі знадобилась допоміжна дамба Лос-Патос, так само виконана як кам’яно-накидна споруда із земляним ядром висотою 37 метрів, довжиною 160 метрів та шириною від 10 (по гребеню) до 188 (по основі) метрів. Разом вони утримують водосховище з площею поверхні 113,4 км2 та об’ємом 3087 млн м3, з яких 2302 млн м3 відносяться до корисного об’єму для виробництва електроенергії та зрошення, а 650 млн м3 зарезервовано для протиповеневих заходів.
В 1987-му ввели в експлуатацію пригреблевий машинний зал, де встановлено дві турбіни потужністю по 45 МВт.